# Santa Maria de Merlès
Santa Maria de Merlès är en kommun i Spanien.   Den ligger i provinsen Província de Barcelona och regionen Katalonien, i den östra delen av landet, 500 km öster om huvudstaden Madrid. Antalet invånare är 173. Arean är 52 kvadratkilometer. Santa Maria de Merlès gränsar till Sagàs, Lluçà, Prats de Lluçanès, Oristà, Sant Feliu Sasserra, Avinyó, Gaià och Puig-reig. 
Terrängen i Santa Maria de Merlès är kuperad åt sydväst, men åt nordost är den platt.